# Майський Сахіп Нурлугаянович
Сахіп Нурлугаянович Майський (башк. Сәхиб Нурлығаян улы Майский; (17 січня 1901 , Бігіняєво, Уфимська губернія  — 24 січня 1942 , Арпачинd, Ростовська область )) — командир батальйону 674-го стрілецького полку 150-ї стрілецької дивізії 13-ї армії, капітан; один з перших уродженців Башкортостану, удостоєних вищого ступеня відзнаки СРСР — звання «Герой Радянського Союзу».

## Біографія
Народився 17 січня 1901 року в селі Бігіняєво Російської імперії (нині Бураєвського району Башкортостану) в селянській родині. Татарин.
Закінчив неповну середню школу. Працював у колгоспі. У Червоній армії з 1919 року. Брав участь у Громадянській війні. Закінчив Казанське піхотне училище.
Учасник радянсько-фінської війни 1939-1940 років. Член ВКП(б) з 1939 року.
Указом Президії Верховної Ради СРСР від 7 квітня 1940 року «за зразкове виконання бойових завдань командування на фронті боротьби з фінською білогвардійщиною і проявлені при цьому відвагу і геройство» капітану Майському Сахіпу Нурлугаяновичу надано звання Героя Радянського Союзу з врученням ордена Леніна і медалі «Золота Зірка» (№ 438).
Учасник Другої світової війни з червня 1941 року. Заступник командира механізованої бригади підполковник С. Н. Майський поранений у бою і помер у госпіталі 24 січня 1942 року. Похований у братській могилі в станиці Багаєвській Ростовської області.
Навічно записаний в списки першої роти першого батальйону Вищого Командного Червонопрапорного імені президії Верховної Ради Татарської АРСР танкового училища.

## Нагороди
- Медаль «Золота Зірка» Героя Радянського Союзу (07.04.1940).
- Орден Леніна.
- Орден Червоного Прапора.
- Медалі.

## Пам'ять
- Навічно зарахований до списків військової частини.
- На батьківщині Героя на будівлі школи в селі Бігіняєво Бураєвського району Башкортостану встановлена меморіальна дошка.
- Вулиця Майського у станиці Багаєвській Ростовської області[1].